# ریگوبرتو سیسنروس
ریگوبرتو سیسنروس (اسپانیایی: Rigoberto Cisneros‎؛ زادهٔ ۱۵ اوت ۱۹۵۳) بازیکن فوتبال اهل مکزیک بود.
از باشگاه‌هایی که در آن بازی کرده‌است می‌توان به باشگاه فوتبال گوادالاخارا و باشگاه فوتبال مونتری اشاره کرد.
وی همچنین در تیم ملی فوتبال مکزیک بازی کرده‌است.